# Hyalopterus arundinis
O piolho-verde-do-pessegueiro (Hyalopterus arundinis) é um afídio que infesta árvores do género Prunus, como o abrunheiro (Prumus spinosa), a ameixeira, bem como pessegueiros e damasqueiros, como hopedeiros primários (onde os ovos eclodem, depois do inverno), onde provocam a atrofia dos frutos e a queda precoce da folhagem. Coloniza, depois algumas espécies como o caniço (Phragmites australis) e a cana (Arundo donax), bem como plantas da espécie Molinia caerulea.
Os adultos ápteros medem de 2,5 a 3 mm de comprimento, com corpo oval de cor esverdeada. Os olhos são castanho-avermelhados. As antenas medem cerca de metade do comprimento do corpo. Têm uma cauda cónica com o dobro do tamanho dos sifúnculos.